# カーリュー (軽巡洋艦)
|          | |
| 艦歴     | |
| 発注     | |
| 起工     | 1916年8月21日 |
| 進水     | 1917年7月5日 |
| 就役     | 1917年12月14日 |
| その後   | 1940年5月26日に戦没 |
| 性能諸元 | |
| 排水量   | 4,257トン |
| 全長     | 450 ft (137.2 m) |
| 全幅     | 43 ft (13.1 m) |
| 吃水     | 14 ft 8 in (4.47 m) |
| 機関     | ヤーロー式重油専焼水管缶6基、ギアードタービン、2軸推進、40,000 shp |
| 最大速   | 29.0ノット |
| 乗員     | 460名 |
| 兵装     | 竣工時 152 mm MkXII単装砲 5基 76 mm 対空砲 2基 533 mm 連装魚雷発射管 4基 改装後 Mk XVI 10.2cm（45口径）連装高角砲3基 ヴィッカース 4cm（39口径）四連装ポンポン砲1基 ヴィッカース 4cm（39口径）単装ポンポン砲2基 12.7mm（64口径）連装機銃4丁 279型レーダー |
| 装甲     | 舷側：25～76mm（水線部） 甲板：25mm（主甲板） 司令塔：76mm（最厚部） |

カーリュー (HMS Curlew, D42) は、イギリス海軍の軽巡洋艦。シアリーズ級軽巡洋艦の1隻。第一次世界大戦を生き延びたが、1940年のノルウェーの戦いでドイツの航空機に沈められた。

## 艦歴
1916年8月21日にヴィッカース社によって起工され、1917年7月5日に進水、1917年12月14日に就役した。ほとんどのシアリーズ級軽巡洋艦と同様に、「カーリュー」は1935年から36年にかけて防空巡洋艦へと改装された。
第二次世界大戦が勃発すると、「カーリュー」は本国艦隊に配属された。ノルウェーの戦いに参加し、1940年5月26日にノルウェー沿岸沖で作戦を行っていた際、ドイツ軍第30爆撃航空団の爆撃機Ju 88から攻撃を受け、ナルビク近郊のオフォトフィヨルドにて沈没し、乗員9名が死亡した。